# Чемпионат Европы по академической гребле 2018
75-й чемпионат Европы по академической гребле проходил со 2 по 5 августа 2018 года на территории Стратклайдского парка в британском городе Глазго под эгидой FISA. В нём приняли участие 494 гребца из 32 стран, которые разыграли 17 комплектов наград. Соревнования включали в себя использование двух типов лодок (тяжёлых и лёгких), и два стиля гребли: распашная гребля, где спортсмены используют по одному веслу, и парная гребля, где используются пара вёсел. Все экипажи проходили стандартную дистанцию в 2 км.
Этот чемпионат Европы стал частью первого в истории объединённого чемпионата Европы по летним видам спорта, который включал в себя соревнования по семи видам спорта.

## Медалисты

### Мужчины
(Синим выделены неолимпийские дисциплины)
| Дисциплина                            | Золото | Золото  | Серебро | Серебро | Бронза | Бронза  |
| ------------------------------------- | --- | ------- | --- | ------- | --- | ------- |
| Одиночки (M1x)                        | Хьетиль Борш Норвегия | 6:49,95 | Миндаугас Гришконис Литва | 6:50,68 | Роман Рёсли Швейцария | 6:52,06 |
| Двойки парные (M2x)                   | Франция · Юго Бушерон · Маттьё Андродиас | 6:10,21 | Румыния · Иоан Прундяну · Мариан Энаке | 6:10,71 | Великобритания · Гарри Лиск · Джек Бомонт | 6:10,84 |
| Двойки распашные без рулевого (M2-)   | Хорватия · Мартин Синкович · Валент Синкович | 6:26,42 | Франция · Валентен Онфруа · Теофиль Онфруа | 6:27,40 | Румыния · Марьюс Козмьюк · Чипрьян Тудосэ | 6:29,39 |
| Четвёрки парные (M4x)                 | Италия · Филиппо Монделли · Андреа Паницца · Лука Рамбальди · Джакомо Джентили                                                                                              | 5:41,92 | Литва · Довидас Немеравичюс · Саулюс Риттер · Роландас Мащинскас · Ауримас Адомавичюс                                                                                                   | 5:43,40 | Польша · Шимон Посник · Мацей Завойский · Доминик Чая · Виктор Хабель | 5:43,88 |
| Четвёрки распашные без рулевого (M4-) | Румыния · Михэйцэ-Василе Цигэнеску · Космин Паскари · Штефан-Константин Берариу · Чиприан Хук                                                                               | 5:54,34 | Великобритания · Томас Форд · Джейкоб Доусон · Адам Нейлл · Джеймс Джонстон | 5:55,71 | Франция · Бенуа Деме · Эдуар Жонвиль · Шон Ведринель · Бенуа Брюне | 5:56,49 |
| Восьмёрки распашные (M8+)             | Германия · Йоханнес Вайсенфельд · Феликс Вимбергер · Максимилиан Планер · Торбен Йоханнесен · Якоб Шнайдер · Мальте Якшик · Рихард Шмидт · Ханнес Оцик · Мартин Зауэр (рул) | 5:27,48 | Нидерланды · Винсент ван дер Вант · Будевейн Рёэлл · Мартен Хюркманс · Симон ван Дорп · Мехил Верслёйс · Рубен Кнаб · Лекс ван ден Херик · Фрек Робберс · Дидерик ван Энгеленбюрг (рул) | 5:29,51 | Румыния · Влад-Драгош Айкобоаэ · Адриан Дамий · Александру Матинкэ · Константин Раду · Константин Адам · Серджу Бежан · Кристи-Илие Пыргие · Александру-Космин Маковей · Адриан Мунтяну (рул) | 5:29,71 |
| Лёгкий вес                            | |         | |         | |         |
| Одиночки лёгкого веса (LM1x)          | Михаэль Шмид Швейцария | 6:54,93 | Мартино Горетти Италия | 6:56,30 | Сэмюэл Моттрам Великобритания | 6:57,18 |
| Двойки парные лёгкого веса (LM2x)     | Норвегия · Кристоффер Брун · Аре Страндли | 6:20,85 | Ирландия · Гэри О’Донован · Пол О’Донован | 6:22,84 | Италия · Стефано Оппо · Пьетро Рута | 6:23,32 |
| Четвёрки парные лёгкого веса (LM4x)   | Италия · Кателло Амаранте · Паоло Ди Джироламо · Андреа Микелетти · Маттео Мулас                                                                                            | 6:01,01 | Чехия · Иржи Копач · Ян Ветешник · Милан Виктора · Ян Цинцибух | 6:09,13 | Нидерланды · Йорке Койенга · Кун ван Брюссел · Барт Луккес · Вард ван Зейл | 6:10,54 |

### Женщины
(Синим выделены неолимпийские дисциплины)
| Дисциплина                            | Золото | Золото  | Серебро | Серебро | Бронза | Бронза  |
| ------------------------------------- | --- | ------- | --- | ------- | --- | ------- |
| Одиночки (W1x)                        | Жаннин Гмелин Швейцария | 7:31,15 | Магдалена Лобниг Австрия | 7:32,62 | Диана Дымченко Украина | 7:32,67 |
| Двойки парные (W2x)                   | Франция · Элен Лефевр · Элоди Равера-Скарамоццино | 6:55,99 | Нидерланды · Рос де Йонг · Лиза Схенард | 6:56,29 | Литва · Милда Вальчюкайте · Ева Адомавичюте | 6:56,54 |
| Двойки распашные без рулевого (W2-)   | Румыния · Мэдэлина Береш · Дениса Тылвеску | 7:15,53 | Нидерланды · Элсбет Берес · Лайла Юссифу | 7:17,34 | Италия · Алессандра Пателли · Сара Бертолази | 7:17,86 |
| Четвёрки парные (W4x)                 | Польша · Агнешка Кобус-Завойская · Марта Величко · Мария Спрингвальд · Катажина Зиллман | 6:20,92 | Украина · Дарья Верхогляд · Елена Буряк · Анастасия Коженкова · Евгения Нимченко                                                                                              | 6:23,86 | Нидерланды · Оливия ван Ройн · Каролин Флорейн · Софи Сауэр · Николь Бёкерс                                                                                           | 6:24,95 |
| Четвёрки распашные без рулевого (W4-) | Россия · Екатерина Севостьянова · Анастасия Тиханова · Екатерина Потапова · Елена Орябинская                                                                                                  | 6:39,97 | Румыния · Мэдэлина Хегеш · Юлиана Бухуш · Мэдэлина-Габриэла Кашу · Роксана Парашкану                                                                                          | 6:41,87 | Польша · Ольга Михалькевич · Иоанна Диттманн · Моника Хабель · Мария Вежбовская                                                                                       | 6:42,58 |
| Восьмёрки распашные (W8+)             | Румыния · Йоана Врынчану · Вивиана-Юлиана Бежинариу · Адриана Айлинкэй · Мария Тиводариу · Беатриче-Мэдэлина Парфение · Юлиана Попа · Мэдэлина Береш · Дениса Тылвеску · Даниэла Друнча (рул) | 6:08,98 | Великобритания · Анастасия Мерлотт Читти · Ребекка Гирлинг · Фиона Гэммонд · Кэтрин Дуглас · Холли Хилл · Холли Нортон · Карен Беннетт · Ребекка Шортен · Матильда Хорн (рул) | 6:10,09 | Нидерланды · Эллен Хогерверф · Марлус Олденбюрг · Лис Рюстенбюрг · Йосе ван Вен · Имкье Клеверинг · Моника Ланц · Алетта Йорритсма · Карлин Бау · Диувке Феттер (рул) | 6:10,78 |
| Лёгкий вес                            | |         | |         | |         |
| Одиночки лёгкого веса (LW1x)          | Елена Фурман Белоруссия | 7:41,60 | Лаура Тарантола Франция | 7:45,94 | Клара Гуэрра Италия | 7:47,71 |
| Двойки парные лёгкого веса (LW2x)     | Нидерланды · Марике Кейсер · Илсе Паулис | 6:57,35 | Польша · Вероника Дереш · Йоанна Дороцяк | 6:58,39 | Швейцария Патриция Мерц Фредерика Рол | 7:00,36 |

## Командный зачёт
| Место | Страна         | Золото | Серебро | Бронза | Всего |
| ----- | -------------- | ------ | ------- | ------ | ----- |
| 1     | Румыния        | 3      | 2       | 2      | 7     |
| 2     | Франция        | 2      | 2       | 1      | 5     |
| 3     | Италия         | 2      | 1       | 3      | 6     |
| 4     | Швейцария      | 2      | 0       | 2      | 4     |
| 5     | Норвегия       | 2      | 0       | 0      | 2     |
| 6     | Нидерланды     | 1      | 3       | 3      | 7     |
| 7     | Польша         | 1      | 1       | 2      | 4     |
| 8     | Беларусь       | 1      | 0       | 0      | 1     |
| 8     | Германия       | 1      | 0       | 0      | 1     |
| 8     | Россия         | 1      | 0       | 0      | 1     |
| 8     | Хорватия       | 1      | 0       | 0      | 1     |
| 12    | Великобритания | 0      | 2       | 2      | 4     |
| 13    | Литва          | 0      | 2       | 1      | 3     |
| 14    | Украина        | 0      | 1       | 1      | 2     |
| 15    | Австрия        | 0      | 1       | 0      | 1     |
| 15    | Ирландия       | 0      | 1       | 0      | 1     |
| 15    | Чехия          | 0      | 1       | 0      | 1     |
| Всего | Всего          | 17     | 17      | 17     | 51    |

 Страна — хозяйка соревнований